# Grupo N
El Grupo N son una serie de regulaciones para proveer vehículos de producción en serie para competiciones, a menudo conocidos como la Showroom Class (o clase de exhibición). Esto contrasta con los vehículos de producción en serie del Grupo A adaptados para competición. Los vehículos del Grupo N están limitados en términos de modificaciones. La categoría fue introducida por la FIA en 1982, para reemplazar al desaparecido Grupo 1 como "autos turismo estándar".
Para cumplir la homologación, se deben construir un mínimo de 2500 autos del modelo de competición en un año, de los 25.000 que deben producirse de ese modelo. Por ejemplo, se requieren 2500 Subaru Impreza WRX de las 25.000 unidades del Subaru Impreza. 

## Competiciones en pista

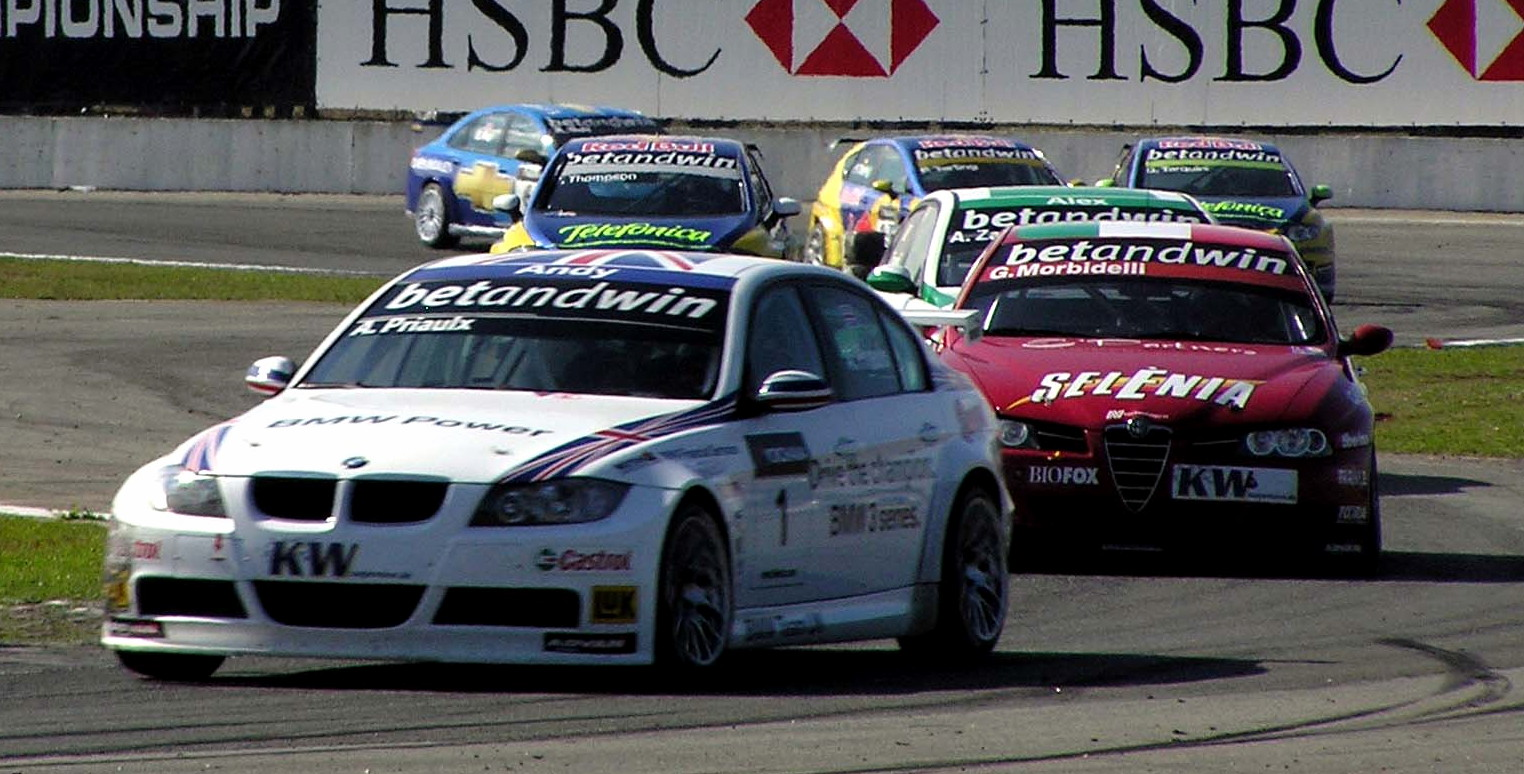
El WTCC en Curitiba, Brasil, en 2006.

Mientras el Grupo A se convirtió en la categoría estándar para las competiciones de turismos, el Grupo N encontró su lugar como una clase más económica en competiciones nacionales de turismos. En muchos países, había comúnmente sólo dos campeonatos de turismos, uno para el Grupo A y otro para el N. La categoría tuvo un breve éxito con la eliminación de la categoría Superturismo, a finales de la década de los años 1990, cuando algunas reglas nacionales se distensaron para permitir un número mayor de modificaciones, en la guisa de "Superproducción".
La categoría todavía se usa en carreras de circuito en todo el mundo, destacando en ello Japón, que tiene la carrera larga Super Taikyu ("Super Resistencia", pronunciado como Suupaa Taikyu, スーパー耐久), así como también Italia, en las series de resistencia ETCS italianas, organizadas por Peroni Promotion. Sin embargo, fue nuevamente relegada a un segundo término con la introducción de la clase Super 2000, que es la que actualmente corre en el Campeonato Mundial de Turismos. El reglamento de esta competición está basado en el de los automóviles "superproducción" del Grupo N, pero tienen un mayor nivel de modificación y un espíritu más cercano a los Superturismo.

## Rally

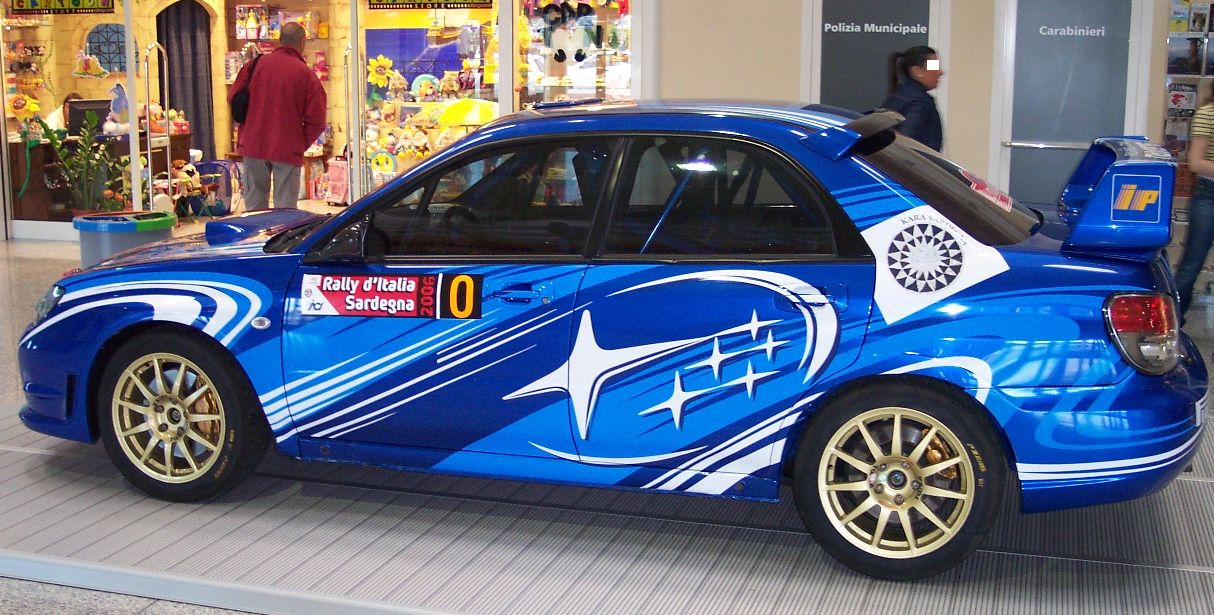
Subaru Impreza WRX 2006.

En las competiciones de rally, el Campeonato Mundial de Rally de Automóviles de Producción corre bajo las reglas del Grupo N. Los vehículos son automóviles de calle modificados, normalmente basados en versiones con turbocompresor, de tracción a las cuatro ruedas, de automóviles como el Subaru Impreza WRX y el Mitsubishi Lancer Evolution, aunque el rango de vehículos homologados por la FIA es más amplio.
El rango de modificaciones permitidas es pequeño y están encaminadas más a cuidar la duración del automóvil que a incrementar su potencia. Sin embargo, no existen límites bien delineados entre ambos propósitos.
Originalmente, el Grupo N debía tener todo el interior original (incluyendo los asientos traseros), aunque posteriormente se permitieron algunos cambios, como el cambio de tablero y la cubierta de las puertas. La suspensión y la caja de cambios pueden ser modificadas libremente, siempre que no se afecte el principio operativo ni se violen las normas de la homologación.
La FIA y muchas otras organizaciones automovilísticas nacionales están trabajando en pos de organizar cada rally con la normativa del Grupo N, en un esfuerzo por reducir costes, reforzar la relación entre el público y los autos que maneja y reducir el impacto ambiental del automovilismo.
A finales de 2010 y debido a la normativa nueva de los World Rally Car, la FIA decide modificar la normativa de la clase R4 (vehículos homologados del Grupo N) permitiendo a estos vehículos ser más competitivos de cara a la temporada 2011, para estar a la altura de los nuevos World Rally Car basados en los Súper 2000.

### Grupo N+
En España existe la categoría N+, regulados por la RFEDA. Son algo superiores en cuanto a potencia y especificaciones.

## Subdivisión en clases
El grupo N se subdivide en 4 clases sobre la base de la capacidad del motor.
| Clase | Capacidad Motor (Cm³) |
| ----- | --------------------- |
| N1    | 1400 cc o menos       |
| N2    | 1401 - 1600 cc        |
| N3    | 1601 - 2000 cc        |
| N4    | más de 2000 cc        |